# ماتيا فيفياني
ماتيا فيفياني (بالإيطالية: Mattia Viviani)‏ هو لاعب كرة قدم إيطالي في مركز الوسط، ولد في 4 سبتمبر 2000 في بريشا في إيطاليا. لعب مع نادي بريشيا.

## وصلات خارجية
- ماتيا فيفياني على موقع قاعدة بيانات كرة القدم.إي يو (الإنجليزية)
- ماتيا فيفياني على موقع Soccerway.com (الإنجليزية)